# Jaguar XK150
La XK150 è un'autovettura sportiva di lusso prodotta dalla Jaguar dal 1957 al 1961 in 7.929 esemplari. Sostituì la XK140.

## Il contesto
Nel corso del 1957 un vasto incendio divampò nell'ala dello stabilimento Jaguar dove venivano assemblate le XK140, danneggiando seriamente gli stampi delle carrozzerie coupé e cabriolet e distruggendo completamente quelli delle roadster. La Casa di Coventry approfittò della situazione (stampi, comunque da ricostruire) per modificare la XK140, che divenne la XK150.
Inizialmente era disponibile in due versioni, coupé e cabriolet. La prima era conosciuta con la sigla FHC (cioè, in inglese, Fixed Head Coupé), mentre la seconda come DHC (Drop Head Coupé). La versione roadster (OTS, cioè Open Two Seater) venne lanciata nel 1958, dopo la ricostruzione del relativo stampo distrutto dall'incendio. Sulla coupé e sulla cabriolet erano installati posteriormente dei sedili tipo strapuntino, che consentivano alle due versioni di trasportare tre passeggeri, contro i due della roadster.
La produzione terminò nell'ottobre del 1960, dopo 7.929 esemplari fabbricati, di cui 2.489 cabriolet, 4.101 coupé e 1.339 roadster. Uscì di listino nel 1961, rimpiazzato da un altro modello che divenne poi celebre: la E-Type.

## Il design e gli interni

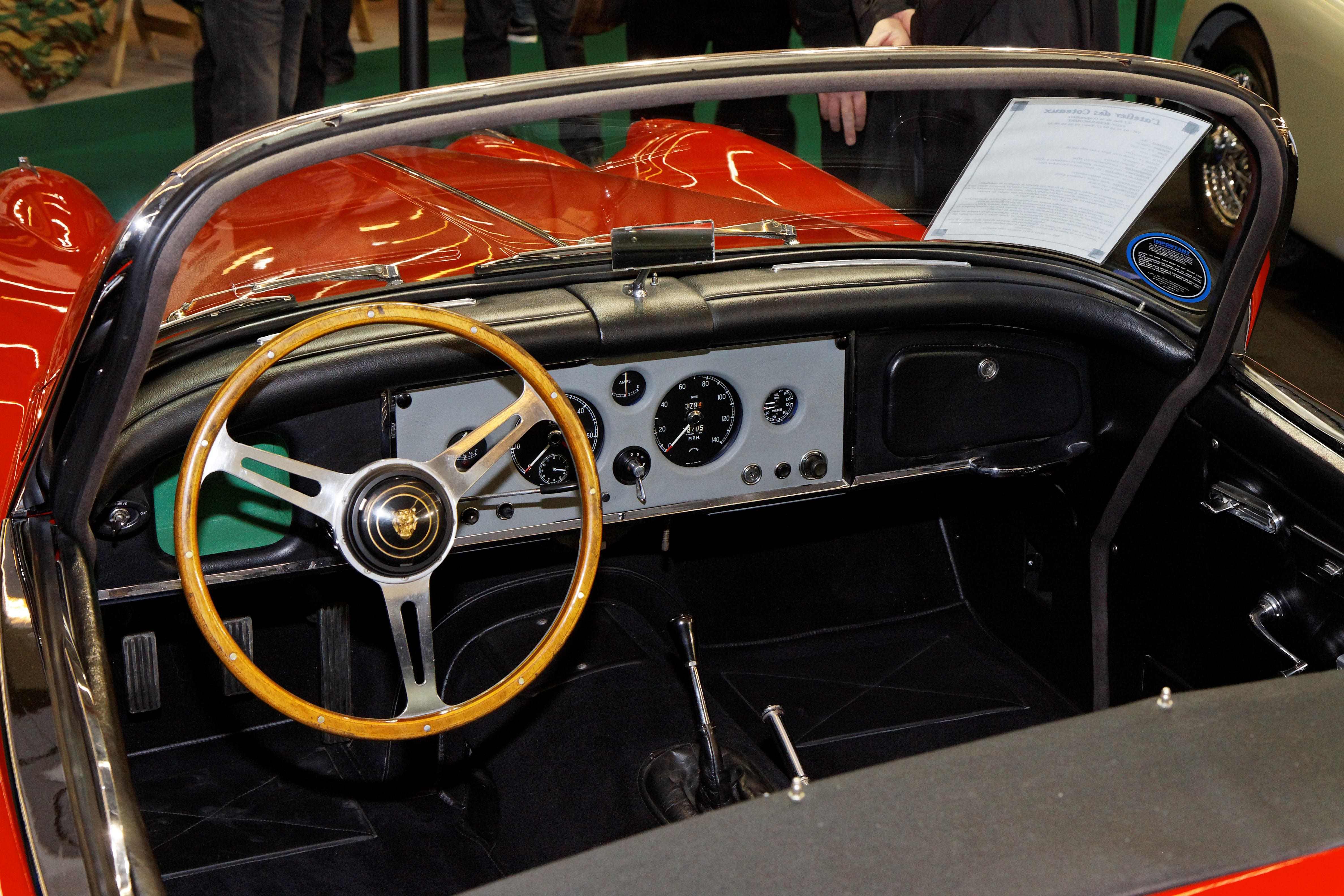
Il cruscotto di una XK150

La XK150 apparteneva alla famiglia di vetture che comprendeva la XK120 e la XK140. Per questo motivo era piuttosto simile ai modelli citati, anche se fu applicata una decisa opera di modernizzazione. Un parabrezza panoramico fabbricato in un solo pezzo sostituì il parabrezza in due parti, e sulle fiancate la linea di cintura non si spezzava più all'altezza delle porte, ma era più alta e raccordata più dolcemente alla parte superiore. Il cofano, apribile fino ai parafanghi, venne allargato, e la paratia tra abitacolo e vano motore venne arretrata di 4 pollici per allungare il cofano stesso. Il frontale venne ridisegnato e reso più spiovente e aerodinamico. Grazie ai nuovi paraurti le dimensioni crebbero fino a quasi 4,5 m di lunghezza complessiva.
All'interno, il cruscotto in noce fu sostituito da uno rivestito in pelle. Sulle prime cabriolet fu installata una consolle in alluminio con incisione ad X che era simile a quella installata sulle prime E-Type con motore da 3,8 L di cilindrata. Questa consolle fu offerta fino al giugno del 1958. Le portiere meno spesse fornirono più spazio interno. Sulla spia delle luci di parcheggio anteriori, che erano posizionata sopra la leva degli indicatori di direzioni, fu collocata una piccola spia rossa che indicava al guidatore che le luci erano accese.

## Caratteristiche tecniche
Il motore montato di serie, che era lo stesso installato sulla XK140, era un sei cilindri in linea con doppio albero a camme in testa da 3.442 cm³ di cilindrata, erogante 193 CV di potenza a 5.500 giri al minuto. L'alesaggio era di 83 mm, mentre la corsa di 106 mm. Alcuni esemplari, conosciuti come SE, erano dotati di un motore potenziato che possedeva la testata modificata e delle valvole di scarico maggiorate. Grazie a queste modifiche il motore in questione erogava 210 CV a 5.500 giri al minuto.
I primi esemplari della XK150 erano più lenti rispetto ai modelli predecessori, e questo deficit fu corretto nella primavera del 1958 con l'offerta di un nuovo motore. Questo propulsore aveva una testata modificata e tre carburatori SU HD8 che garantivano l'erogazione di 253 CV a 5.500 giri al minuto. Questa versione era conosciuta come XK150 S.

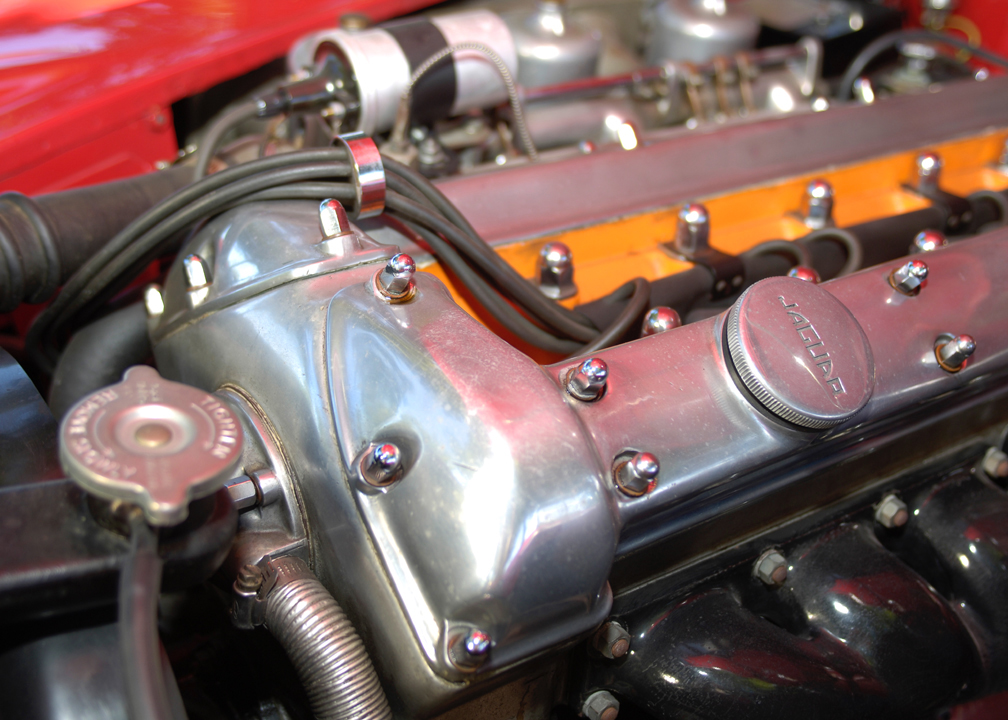
Particolare del motore della XK150

Nel 1960, la Jaguar rialesò il suo motore da 3.442 cm³ fino a 3.781 cm³ per soddisfare le richieste di maggiori prestazioni desiderate dal pubblico statunitense, mantenendo la configurazione a sei cilindri in linea ed il doppio albero a camme in testa. L'alesaggio fu infatti aumentato ad 87 mm, mentre la corsa rimase immutata. La versione standard del nuovo propulsore erogava ora 223 CV di potenza, mentre quello della "S" sviluppava 269 CV. Una XK150 S da 3.8 L poteva raggiungere una velocità massima superiore a 220 km/h, accelerando da 0 a 97 km/h in poco più di 7 secondi. Quindi, con il nuovo motore si affermarono nuovamente le prestazioni brillanti che contraddistinguevano le serie precedenti delle XK. Il consumo di carburante era 6,372 km/L. Come per gli esemplari da 3,4 L, sulla versione standard erano installati due carburatori SU modello HD6, mentre sulla versione S ne erano montati tre, sempre della SU, ma di modello HD8.
Vennero offerti per la prima volta dei freni a disco da 305 mm della Dunlop che operavano sulle quattro ruote, ma era comunque possibile ordinare anche i freni a tamburo. Era disponibile di serie il servofreno. Le sospensioni ed il telaio erano molto simili a quelli della XK140. Lo sterzo era a cremagliera, mentre il servosterzo non era disponibile.
Tutte le versioni avevano il motore montato anteriormente e la trazione posteriore.

## Specifiche tecniche del motore e prestazioni
In dettaglio le specifiche e le prestazioni furono:
| Modello             | Disponibilità | Motore                       | Cilindrata | Potenza                         | 0-100 km/h (secondi) | Velocità max (km/h) |
| ------------------- | ------------- | ---------------------------- | ---------- | ------------------------------- | -------------------- | ------------------- |
| Roadster 3.4        | dal debutto   | 6 cilindri in linea, benzina | 3.442 cm³  | 142 kW (193 CV) @5.500 giri/min | 7,6                  | 217                 |
| Drophead Coupé 3.4  | dal debutto   | 6 cilindri in linea, benzina | 3.442 cm³  | 142 kW (193 CV) @5.500 giri/min | 8,7                  | 205                 |
| Fix Head Coupé 3.4  | dal debutto   | 6 cilindri in linea, benzina | 3.442 cm³  | 142 kW (193 CV) @5.500 giri/min | 8,3                  | 207                 |
| Roadster 3.4S       | dal debutto   | 6 cilindri in linea, benzina | 3.442 cm³  | 186 kW (253 CV) @5.500 giri/min | 7,3                  | 225                 |
| Drophead Coupé 3.4S | dal debutto   | 6 cilindri in linea, benzina | 3.442 cm³  | 186 kW (253 CV) @5.500 giri/min | 7,4                  | 220                 |
| Fix Head Coupé 3.4S | dal debutto   | 6 cilindri in linea, benzina | 3.442 cm³  | 186 kW (253 CV) @5.500 giri/min | 7,6                  | 223                 |
| Roadster 3.8        | dal 1959      | 6 cilindri in linea, benzina | 3.781 cm³  | 164 kW (223 CV) @5.500 giri/min | 7,4                  | 223                 |
| Drophead Coupé 3.8  | dal 1959      | 6 cilindri in linea, benzina | 3.781 cm³  | 164 kW (223 CV) @5.500 giri/min | 7,5                  | 215                 |
| Fix Head Coupé 3.8  | dal 1959      | 6 cilindri in linea, benzina | 3.781 cm³  | 164 kW (223 CV) @5.500 giri/min | 7,8                  | 217                 |
| Roadster 3.8S       | dal 1959      | 6 cilindri in linea, benzina | 3.781 cm³  | 198 kW (269 CV) @5.500 giri/min | 7,2                  | 227                 |
| Drophead Coupé 3.8S | dal 1959      | 6 cilindri in linea, benzina | 3.781 cm³  | 198 kW (269 CV) @5.500 giri/min | 7,3                  | 222                 |
| Fix Head Coupé 3.8S | dal 1959      | 6 cilindri in linea, benzina | 3.781 cm³  | 198 kW (269 CV) @5.500 giri/min | 7,5                  | 227                 |

## Le prove delle riviste specializzate
Un esemplare coupé versione S con motore da 3,4 L di cilindrata e differenziale a slittamento limitato fu provato dalla rivista specializzata The Motor nel 1959. Venne registrata una velocità massima di 212 km/h, un'accelerazione da 0 a 97 km/h di 7,8 secondi ed un consumo di carburante di 12,8 L/100 km. Il modello utilizzato nel test costava 2.110 sterline incluse le tasse di 623 sterline. All'epoca fu il modello di automobile chiusa più veloce che la rivista avesse mai provato.

## Galleria d'immagini

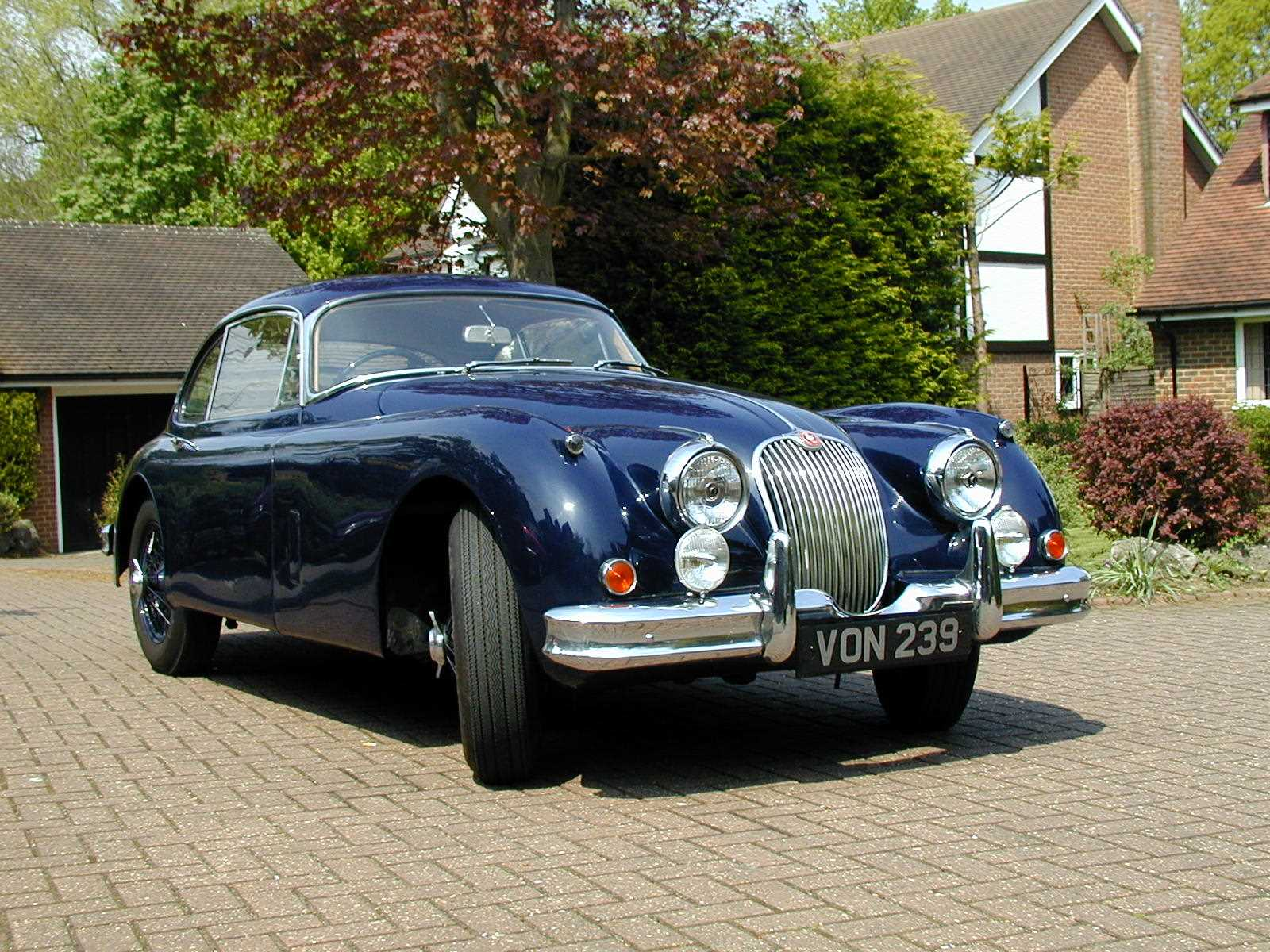
Una XK150 coupé
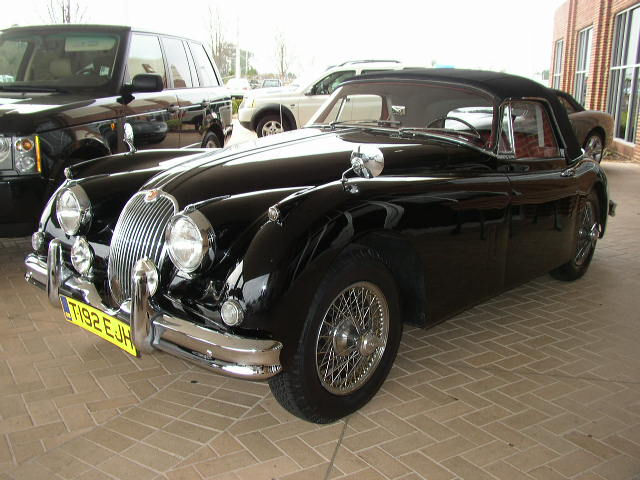
Una XK150 cabriolet
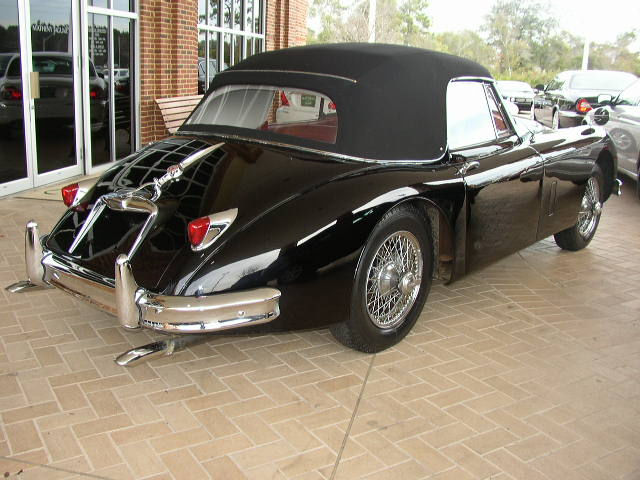
Vista posteriore di una XK150 cabriolet
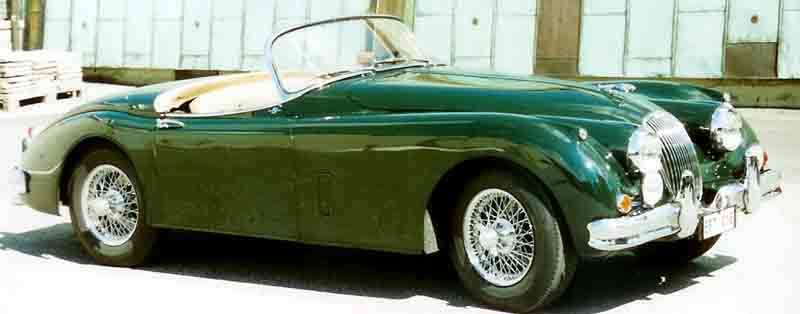
Una XK150 roadster
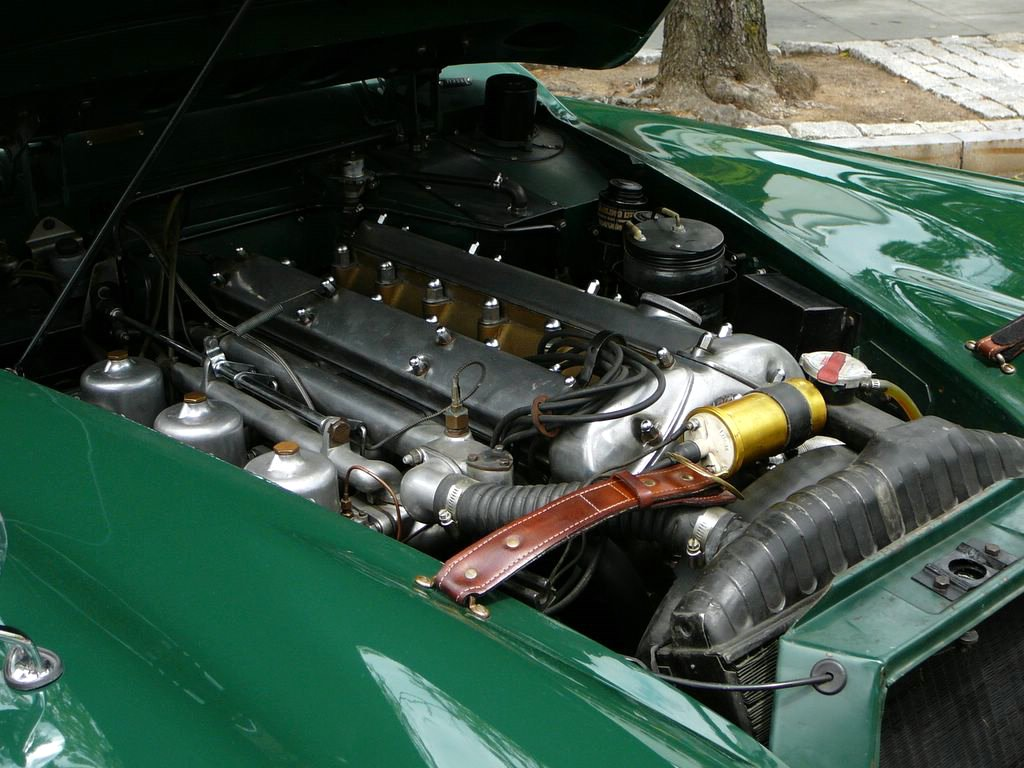
Il vano motore di una XK150 S. Si notino i tre carburatori SU H8